# Activitypub
Activitypub, i marknadsföringssyfte skrivet ActivityPub, är ett öppet, decentraliserat socialt nätverksprotokoll baserat på Pump.io:s ActivityPump-protokoll. Den tillhandahåller ett klient/server- API för att skapa, uppdatera och ta bort innehåll, samt ett federerat server-till-server- API för att leverera aviseringar och innehåll. Protokollet är väl använt i Fediversum.

## Projektstatus
Activitypub är en standard för Internet in the Social Web Networking Group i World Wide Web Consortium (W3C). En av skaparna av standarden var Evan Prodromou, som också skapade Status Net (nu känd som GNU social). I ett tidigare skede var namnet på protokollet "Activity Pump", men det ansågs att Activitypub bättre tydliggjorde protokollets syfte att korspublicera. Erfarenheterna från den äldre standarden O Status kom till godo i arbetet. 
I januari 2018 publicerade W3C Activitypub-standarden som en rekommendation.
W3C Social Community Group anordnar en årlig kostnadsfri konferens kallad Activitypub Conf om Activitypubs framtid.

## Anmärkningsvärda implementationer

### Federerat (server-till-server) protokoll
- Friendica, en mjukvara för sociala nätverk, implementerade Activitypub i version 2019.01. [7]
- Mastodon, en mjukvara för sociala nätverk, implementerade Activitypub i version 1.6, släppt den 10 september 2017.
- Nextcloud, en federerad tjänst för fillagring.[8][9]
- Peer Tube, en federerad tjänst för videoströmning. [10]
- Pixelfed, en mjukvara för sociala nätverk som liknar Instagram, är en mjukvarutjänst som implementerar. [11]
- Pleroma, en lättviktsserver som implementerar Activitypub redan från sin första version.[12]
- I november 2022 meddelade mikrobloggplattformen Tumblr att de kommer att lägga till stöd för Activitypub.[13]
- I november 2022 meddelande även Don MacAskill, VD:n för fotoplattformen Flickr att plattformen övervägde stöd för Activitypub.[14]